# 羅拉格木板教堂

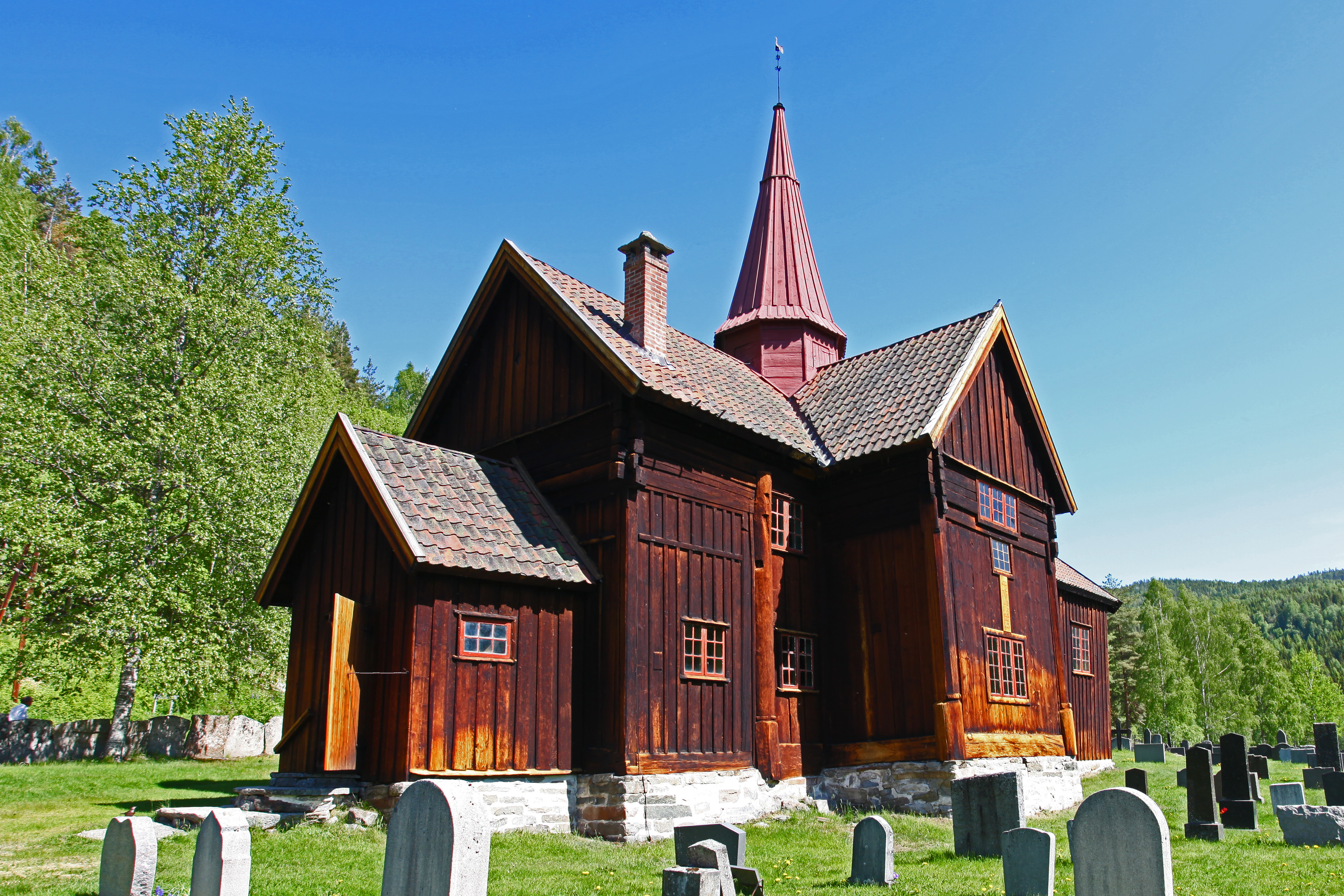

羅拉格木板教堂（挪威語：Rollag stavkyrkje）是挪威的一座木板教堂，位於布斯克吕郡羅拉格市镇。這座教堂可能修建於12世紀後期，首次在文獻中被提及是在1425年。教堂經過多次改建，現僅保存有較少最初部分的建築。

## 外部連結
- Rollag stave church in a video about churches in Numedal （页面存档备份，存于）

60°01′13″N 9°16′28″E / 60.02028°N 9.27444°E